# Oxytropis pilosissima
Oxytropis pilosissima är en ärtväxtart som beskrevs av Aleksei Ivanovich Vvedensky. Oxytropis pilosissima ingår i släktet klovedlar, och familjen ärtväxter. Inga underarter finns listade i Catalogue of Life.